# Crytea melanothorax
Crytea melanothorax är en stekelart som beskrevs av Heinrich 1968. Crytea melanothorax ingår i släktet Crytea och familjen brokparasitsteklar. Inga underarter finns listade i Catalogue of Life.